# سجن برج العرب
سجن برج العرب معتقل سياسي وسجن جنائي مصري يقع في برج العرب القديم غرب الإسكندرية. تم بناؤه عام 2004 .يعد من السجون الشديدة الحراسة، خصوصا أنه من أهم السجون التي كانت تستقبل المعتقلين السياسيين من جماعة الإخوان المسلمين، فضلا عن المتهمين الخطرين في الجرائم الجنائية. وعلى مقربة من السجن توجد استراحة مبارك التي اعتاد القدوم إليها صيفا، وهو ما كان يمثل عنصر إزعاج ومضايقة للسكان بسبب إجراءات الأمن الكثيفة.

## مباني السجن
وتتكون منطقة سجون العرب من ثلاثة أقسام يضم أولها كتيبة من قوات الأمن المركزي المكلفة بحماية وتأمين السجن، أما الثاني فهو سجن برج العرب الاحتياطي، بينما القسم الثالث هو ليمان برج العرب المخصص لمن صدرت ضدهم أحكام بالسجن المشدد. ضم سجن برج العرب 25 عنبرا موزعة على خمس مجموعات تضم كل واحدة منها خمسة عنابر، ويضم العنبر الواحد 18غرفة تتوزع على جناحين، يضم كل جناح منهما تسع غرف وفناءين أحدهما أمامي والآخر خلفي.
كما يضم السجن خمسة عنابر مخصصة للسجناء الذين يقضون عقوبات بالسجن في قضايا مختلفة، منها عنبر يطلق عليه اسم المستشفى لكونه مخصص للسجناء الذين يحتاجون لرعاية طبية.

## مستشفى بالسجن
كما تضم المنطقة مستشفى تابعا للسجن على مقربة من بوابته الرئيسية، وهو يتكون من عدة عيادات للتخصصات الطبية المختلفة، لكن المعلومات المتواترة تؤكد أنه فقير من حيث التجهيزات والمعدات الطبية.

## أشهر نزلاء السجن
- عزت حنفي
- حسني مبارك
- محمد مرسي